# Федеральна влада США
Федера́льний у́ряд США (англ. The federal government of the United States) — централізована система державного управління США, встановлена згідно з конституцією США. 

## Структура
Федеральний уряд поділяється на три гілки: законодавчу, виконавчу і судову. За допомогою системи розподілу влади, кожна з гілок має деяку автономність роботи й деяку владу над двома іншими гілками. Крім того, велика частина політичних питань, відповідно до конституції, залишається в компетенції окремих штатів. Місцем розташування федерального уряду США є Федеральний округ та столиця країни, місто Вашингтон, на його території.

## Припинення роботи
Призупинення роботи уряду США відбувається, коли розбіжності між різними вищими органами державної влади неможливо подолати в ході переговорів між ними. Головною причиною розбіжностей здебільшого стає планування бюджету країни, яке за законом, має завершитися до 30 вересня. Якщо цього не відбувається, федеральні агентства закриваються повністю або частково, відправляючи співробітників відділів, які визнані некритичними (близько 38% їх загального числа), у відпустку без утримання. З 1976 по 2013 роки федеральний уряд США припиняв роботу федеральних агентств 18 разів. Найбільш масштабними були закриття 1995–1996 і 2013 року (див. Припинення роботи уряду США (2013)).